# Pitaya

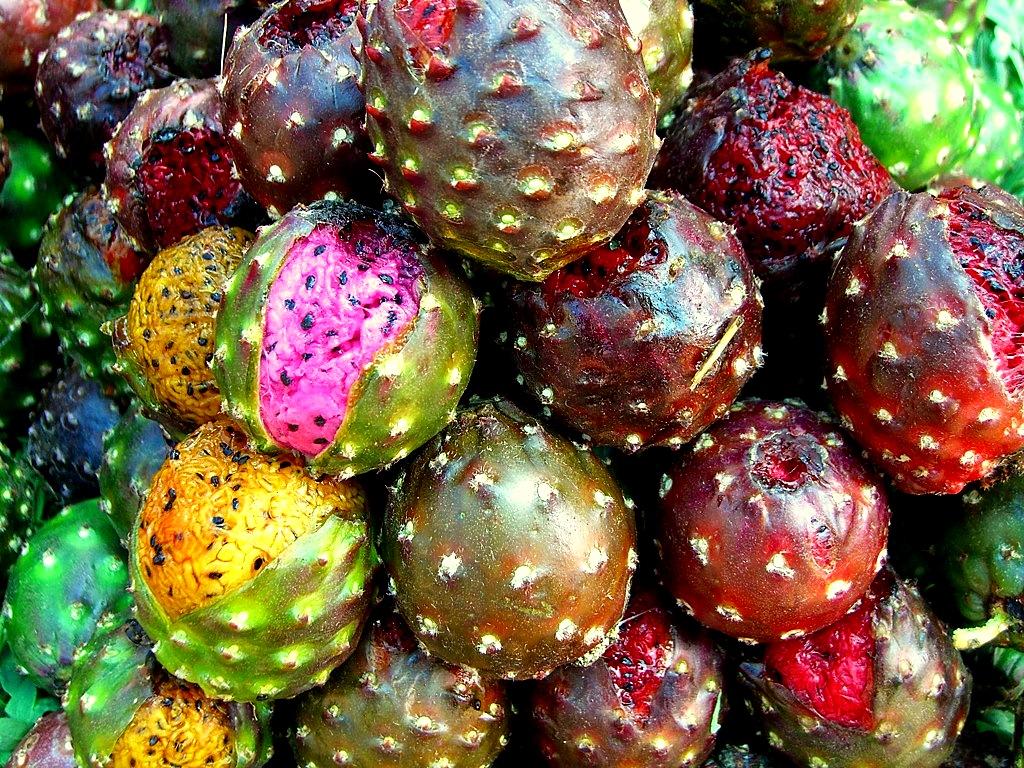
Frutos de pitaya.

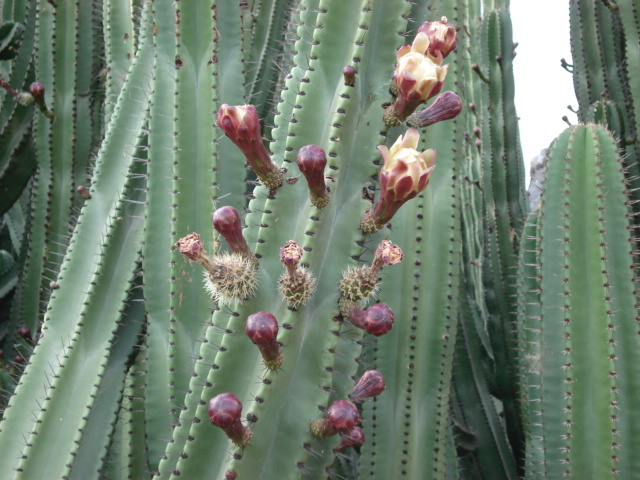
Pitayo (Stenocereus queretaroensis).

La pitaya es la fruta perteneciente al cactus columnar del mismo nombre, del género Stenocereus (de la familia Cactaceae, no debe confundirse con  la pitahaya, la cual pertenece a la misma familia pero a los géneros Hylocereus y Selenicereus).

## Cultivo
Se cultiva como planta ornamental así como en la agricultura para la recolección de su fruto.

## Origen
Si bien a este fruto y cactus se le conoce como "pitaya" principalmente en México, este grupo de cactáceas también se distribuyen naturalmente desde Arizona en los EE. UU., México, América Central, hasta el norte de América del Sur en Venezuela y Colombia.

## Especies
Una de las especies más conocidas es Stenocereus thurberi, llamada "pitaya dulce" (en el noroeste de México, especialmente en Sinaloa y Sonora), de pulpa entre roja y guinda y de piel rojiza. Sin embargo, existen muchas otras especies del género Stenocereus de las cuales se aprovecha el fruto en otras regiones de México, como Stenocereus pruinosus, S. griseus, S. queretaroensis, S. stellatus, entre otras. 

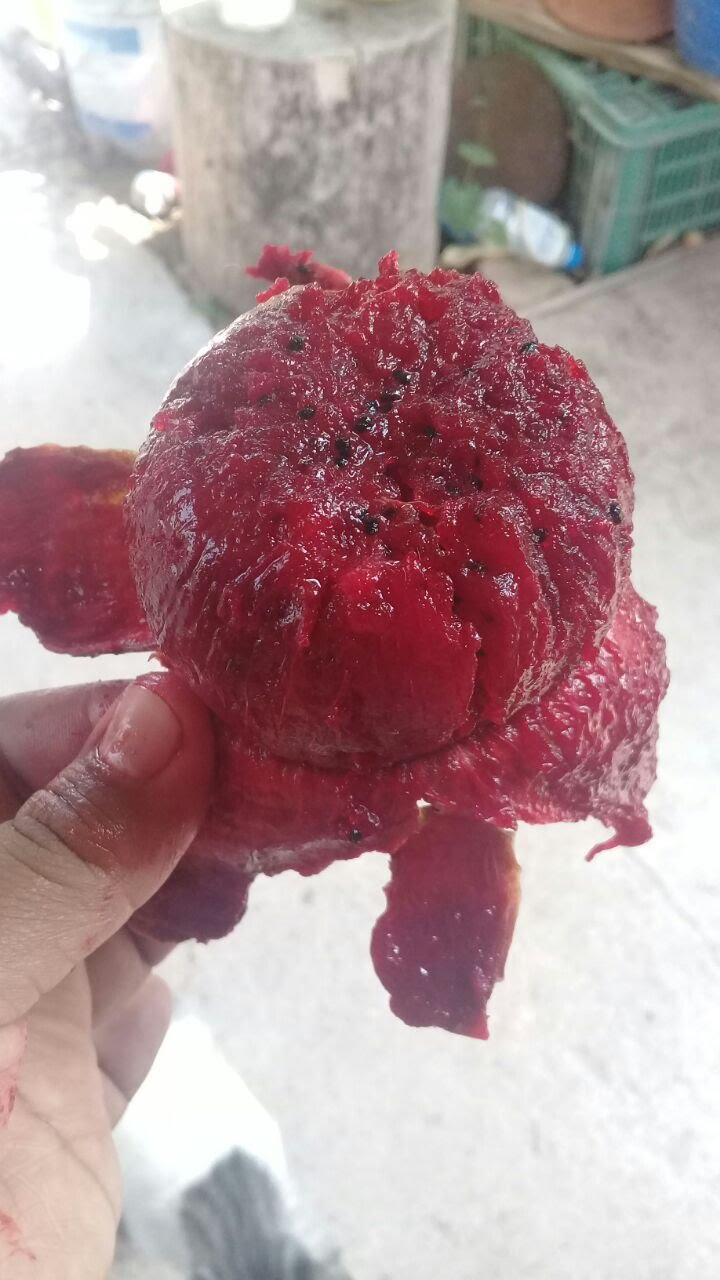
Fruto de pitaya, mostrando la pulpa interna.

## Propiedades
La pitaya contiene antioxidantes, mucílagos, ácido ascórbico, fenoles. Es rica en Vitamina C, también contiene vitaminas del grupo B, minerales como calcio, fósforo, hierro, y tiene alto contenido en agua y posee proteína vegetal y fibra soluble. [cita requerida]